# ステファン・ハーディング
ステファン・ハーディング（英語: Stephen Harding、フランス語: Étienne Harding、ラテン語: Stephanus Harding、1060年 - 1134年3月28日）は、カトリック教会に属する修道会、シトー会の創設者の一人で、その3人のうちで「最も重要」と評される人物である。1623年に列聖されている。なお、片仮名表記ではスティーヴン・ハーディング、エティエンヌ・アルダン（アルディング）、ステファヌス・ハルディングなどと表記される場合があるものの、本項では『聖人事典』にならい、ステファン・ハーディングという表記に統一する。

## 生涯
ステファン・ハーディングは1060年ごろイングランドのドーセットに生まれたと見られ、シェアボーンの修道院に学んだ後、ヨーロッパへ旅立った。生まれは貴族の家系といい、フランスにおいても学問を修め、後に「すばらしい学者」と評されるようになる。ローマへも巡礼するとともに学問に勤しみ、その帰途に立ち寄ったブルゴーニュのモレーム修道院に入会することにした。この修道院は1075年モレームのロベールが、聖ベネディクトゥス戒律に従った理想的な修道生活を追い求めて設立した修道院で、ステファン・ハーディングは他の修道士達とともに学んだ。やがてモレーム修道院はモレームのロベールの当初の意図とは裏腹に世俗的な発展を見せ、理想的とした修道生活には不適となっていった。ベネディクトゥスの戒律や、その他の聖人の文献を皆で研究し議論を重ねるうち、現況はあるべき修道生活ではないのではないかとの結論で一致し、モレーム修道院を後にして1098年にフランス、ブルゴーニュ地方のディジョン近郊にあった森シトー（現在のサン＝ニコラ＝レ＝シトー）を開拓し、シトー会の原点を創設した。この時一行を率いたのはモレーム修道院の院長であったモレームのロベールで、付き従ったのはもっとも戒律の遵守に熱心であった21人であった。その中には後にシトー修道院の3代目院長となるステファン・ハーディングも含まれていた。
シトーの森に小さな木造礼拝堂が建設され、新たな修道生活が始まった。2代目院長のアルベリックの時代には石造の教会堂が最初の木造礼拝堂の2500メートルほど南に建てられた。順調に経過しているかに見えた新たな修道生活であったがアルベリックが1109年に死去し、その後をステファン・ハーディングが3代目シトー院長として継いだころには経済的に困窮し始めていた。次に示す出来事が起こらなかったら、あるいはシトー会はそこで終了していたかもしれないとさえ考えられている。
1112年、クレルヴォーのベルナルドゥスが30人ほどの富裕層の仲間とともにシトー修道院に入会を求めてきた。ステファン・ハーディングが院長であった時のこの「奇跡」的な巡り合わせによりシトー修道院は危機を脱することができ、以降シトー会はフランスのみならずヨーロッパ全域にその子院を広げていくことになる。
ステファン・ハーディングはその院長時代に数々の芸術的な写本をシトー修道院で製作した（後述の「文書・写本」節を参照）。また、シトー会最初の4子院をはじめとした子院を設立させ（後述の「子院」節を参照）、次代のベルナルドゥスらに「『戒律』の徹底遵守」という基本理念を託し、病気のため1133年に院長を退いた。そして1134年3月28日、シトー修道院で死去した。敬愛していた先代の院長アルベリックと同様、シトー修道院に埋葬された。

## 人物・評価
ステファン・ハーディングは各地の学校で学問を修め「天才」「すばらしい学者」といった評価を受けており、彼の治下でシトー会の評価は「修道院の学問の比類なき中心」とされるほどに高まった。学問への姿勢は厳格で、それは戒律の解釈と実践においても発揮された。シトー修道院設立の当初、モレームのロベールによる戒律の解釈は甘すぎるとし、モレームのロベールが1年ほどで早々にモレーム修道院に戻るきっかけとなる糾弾を行ったのではないかとも考えられている。「原点回帰」というキーワードも当てはまる。一方で、後世におけるシトー会の一般的な評価「芸術蔑視」には当たらないほどの芸術作品も作成しており、これは当時の「フランスで最も卓越した芸術的才能」とされている。この知的活動と芸術活動は、当初モレームのロベールが属していたクリュニー会の伝統も指摘される。シトー会の建築・芸術に対する後世における一般的な評価、すなわち「簡素」、「厳格」、「無装飾」といったいわば「反クリュニー」という一般的なイメージは後代（クレルヴォーのベルナルドゥス以降）のものであり、後述の「文書・写本」で詳述するような芸術への理解も持っていた。死後500年ほど経過した1623年に列聖された。
ちなみにステファン・ハーディングの友人の評によれば、親しみやすく活動的、そして皆の人気者、だったそうである。

## 業績
かつて聖ベネディクトゥスの時代に修道院はそれぞれ独立しており、時代が下がるとそこに上下関係が生まれるようになった。例えばクリュニー会の制度ではクリュニー修道院を頂点とし、その配下として多数の修道院が従属する、という統治機構が築かれていた。
ステファン・ハーディングはシトー会における修道院の親子関係を定義した文書を作成した。これは『愛の憲章 (Carta caritatis) 』といい、シトー会の2つの基本文書のうちの1つであった。また、聖書を含む各種の写本（装飾写本）の作成を主導した。詳細は次節「文書・写本」で示す。

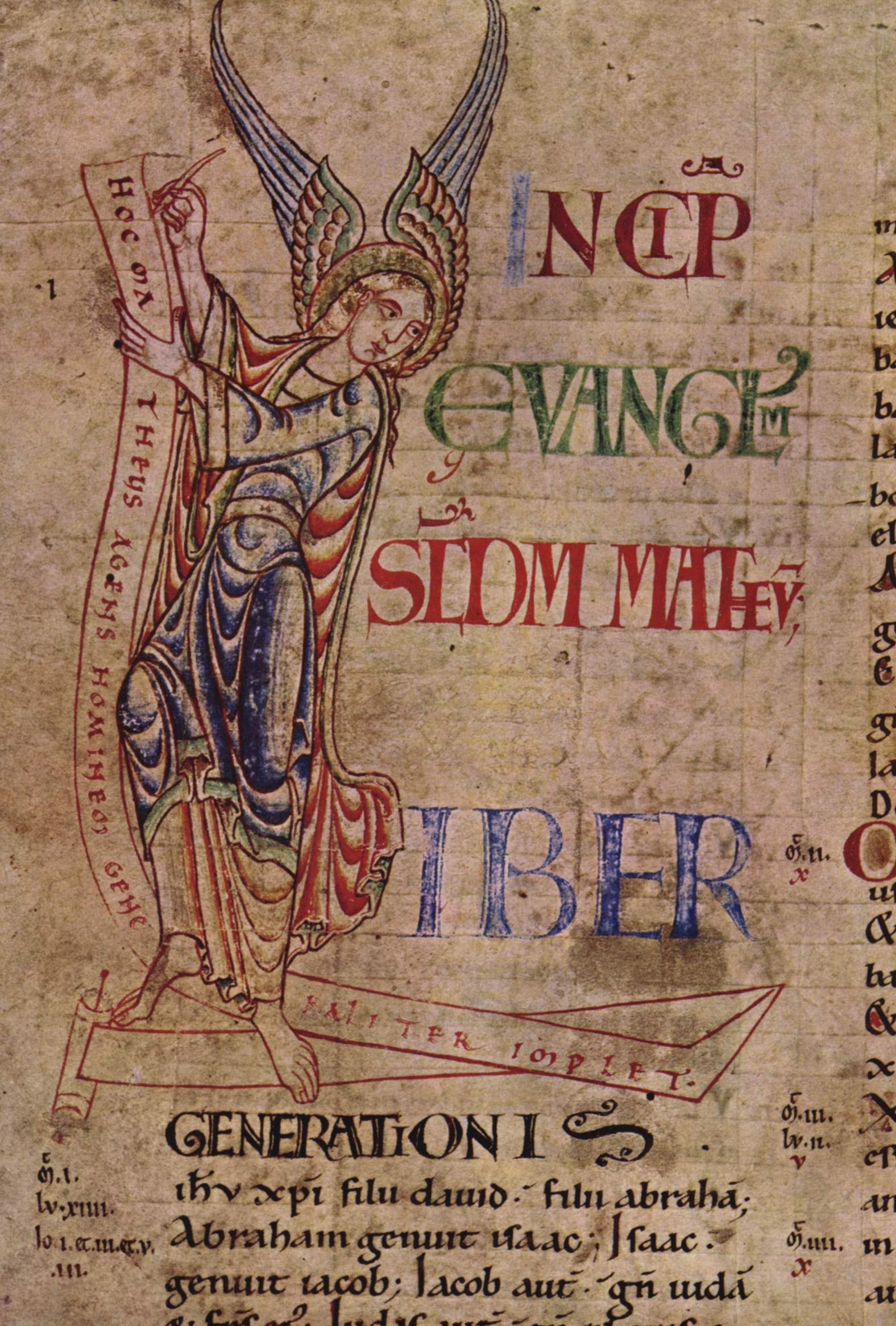
ステファン・ハーディングの聖書。

### 文書・写本
ステファン・ハーディングはシトー会における基本文書となる規定、『愛の憲章』を作成した。また、先述したように学問への厳格さと原点回帰への姿勢を示す例としてまず挙げられるのは『聖書』である。もっともその装丁は後のクレルヴォーのベルナルドゥス以降、一定の期間シトー会で用いられた基本設計、すなわち「簡素」「清貧」といった概念からはかけ離れた色鮮やかなものであった。以下に現存する写本の図像を交えながら解説する。

#### 愛の憲章
シトー会にとって最も重要な文書の1つである『愛の憲章 (Carta caritatis) 』は、それ以前に存在していた『愛と一致の憲章』または『愛と一心同体の憲章』(Charte de charité et d'unanimité) を下敷きとして、1114年に書かれた、シトー会の憲法ともいうべき文書である。本書は6ページ1680語のラテン語散文で構成された。なお、この時点における版の『愛の憲章』には挿絵はなかった。
内容はまずシトー会に属する各修道院は修道院長以下、副修道院長や修道士、助修士などといったメンバーで構成されることとし、完全に自主独立することを定めた。また、これらの修道院はおのおの独立してはいるものの「友好関係と、共通の生活様式と、共通の愛によって」横のつながりを維持することとした。これは、子院と親修道院の関係であっても縦のつながりではないことを意味した。ただし、親修道院の院長は子院の視察を義務とし、子院の修道院長の行いが酷い場合は罷免できるといった規定もあった。年に1度、夏の終わりにシトー修道院で開かれる総会には全修道院の院長が集まり、そこでは子院の院長でも親修道院の院長でも平等に扱われ、諸問題の討議を行うこととした。シトー修道院は最初の修道院であるため親修道院にあたるものがないが、この院長を監視するのは最初の4子院（後述の「子院」節を参照）の院長とし、これも行いが酷い場合は罷免されることとした。
この修道院群のあり方を示した『愛の憲章』は、1119年にローマ教皇のカリクストゥス2世に認可された。後年、1215年の第4ラテラン公会議においてカトリック教会の全ての修道院で採用するよう決定された。またこの決定は16世紀のトリエント公会議でも再認された。

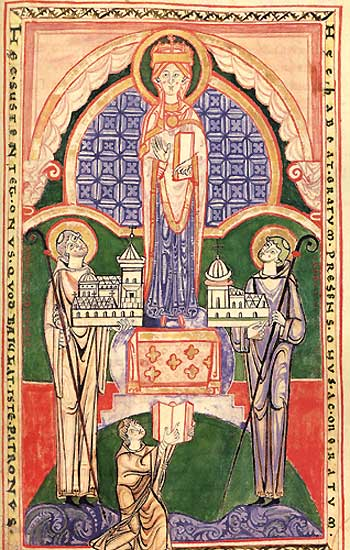
ステファン・ハーディングの依頼を受けフランス北部のサン＝ヴァースト＝ダラス修道院において1125年頃製作されたヒエロニムスの『エレミヤ書注解』写本の挿絵。

#### 聖書
ステファン・ハーディングは当時利用されていた聖書についてその原点を厳格に追い求めた。ここで彼が目指した原点とはヒエロニムスのウルガータのことで、聖書の写本を各地から収集・比較し、その中に異同のあることを発見し、ヘブライ語やアラム語の原典も参照しつつ聖書の誤りを改めた。必要とあらばユダヤ人のラビにも意見を聞いたという。
シトー会聖書の製作はシトー修道院の書写室（スクリプトリウム、 scriptorium）にて1109年までに行われ、この成果物である全4巻編成の聖書は優美にして鮮やかな挿絵に彩られ、頭文字のフォントのデザインもまた見事なものであった。この聖書はその第1巻の最後に記されたように、「今後一切変更すべきでない」とされた。
なお、ここでステファン・ハーディングが追求したウルガータは、21世紀現在でも西方教会における「公式の」聖書である。そして目指したウルガータの著者ヒエロニムス自身も往時には「原文に戻ること」の必要性を説いていた。

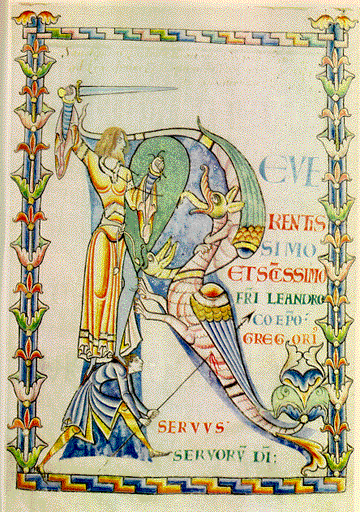
大聖グレゴリウスの『道徳論（ヨブ記注解）』写本の挿絵。頭文字 R 。

#### 道徳論（ヨブ記注解）
大聖グレゴリウスの『道徳論（ヨブ記注解）』は『ヨブ記』のもつ意味を「文字通りの意味」「寓話的な意味」「道徳的な意味」として捉えた場合に、最後の「道徳的な意味」のプライオリティを1番目に捉えて解説した書で、中世キリスト教道徳の「大全」となったとも言われる書である。
この書物のシトー会写本は1111年に完成した。これも4巻編成で、うち4巻目の完成年だけははっきりせず、1110年代のどこかと考えられている。後にクレルヴォーのベルナルドゥスが批判することになる怪物の挿絵も用いられている。右図で示すのはその一例であるが、ファンタジーだけでなく世俗の事物をモチーフとした図像もあり、時代考証の参考にもなると考えられている。
当時、写本芸術の最先端はイギリスであったと言われるが、ここで挙げたシトー会写本の挿絵はその水準と同等レベルにあり、むしろイギリス的であると指摘される。この理由として、ステファン・ハーディングの出身地を挙げる向きもあったが、それだけではなくむしろ当時の宗教ネットワークの広がりも考慮すべきであるとも考えられている。

#### その他
上記以外に、以下のような書物の写本を作成したという。
- 1111年 - ヒエロニムスの『注解』[16]
- 1125年まで - アウグスティヌスの『詩編講解[48]』。この書はアウグスティヌスの説教を速記したものを集めてあり、中世にはよく読まれた[49]。

### 聖歌・ミサ
ステファン・ハーディングの厳格さは聖歌にも向けられた。原点を追求するならばミラノのサンタンブロージョ教会で受け継がれているアンブロシウス聖歌こそがふさわしいとして研究・考証を重ね、当初のアンブロシウス聖歌と比して変容していたそれではなく、ミラノから直に再移入したもののみを歌うよう命じた。
また、ミサ、典礼の際の聖歌も大聖グレゴリウスの時代の歌詞と旋律を用いるべきとし、この研究に際しては典礼音楽の拠点であり、大聖グレゴリウス時代のものが保存されていると見なされていたメッスへ修道士を派遣し、古いものを習得させ、さらに写本として持ち帰らせた。
もっともステファン・ハーディングの死後、クレルヴォーのベルナルドゥスによって、洗練された「新たに作曲されたといった方がよい」聖歌に改定された。この改定にあたってベルナルドゥスはその理由として「メロディも歌詞も誤りが多く、かつあまりにも調子が外れていて」云々と書き残している。

### 子院
先述の『愛の憲章』に挙げたように特別な扱いをされる4つの子院は、ステファン・ハーディングが院長の時代に相次いで設立された。クレルヴォーのベルナルドゥスら加入（1112年）の翌年、1113年にラ・フェルテ修道院、次いで1114年にポンティニー修道院、そして1115年にクレルヴォー修道院とモリモン修道院が設立された。これら4子院とシトー修道院はさらに子院を設立していき、1133年の総会には69名の院長が集まるほどに子院は増加していた。

## 伝説
後に著されたシトー会の資料『創立史 (Exordium magnum) 』に、次のような伝説が記されている。あるときシトー修道院はあまりの困窮に餓死か凍死かといった状況に陥っていた。そこで院長であったステファン・ハーディングは、ある修道士に3台の空の荷馬車を仕立てて町へ向かうよう命じた。修道士が命じられたとおり馬車を引き連れて町へ行くと偶然金持ちが死去したところで、「莫大な金額を喜捨として」贈与されることとなり、3台の空だった荷馬車に食糧など必要な物資を満載してシトー修道院へ帰還することができた、というものである。この他にも『創立史』にはいくつかの奇跡のエピソードが記されている。
また、後にシトー会を大発展させ、18世紀の人々がシトー会の創設者であるかのようにさえ扱うことになるクレルヴォーのベルナルドゥスの入会を得たことも、ひとつの奇跡と言えるのかもしれない。

## 関連文献
- John Dobree Dalgairns (1898), Life of St. Stephen Harding: Abbot of Citeaux and Founder of the Cistercian Order, Benziger
- ルイス・J・レッカイ 著、朝倉文市、函館トラピスチヌ 訳『シトー会修道院』平凡社、1989年。ISBN 9784582717112。